# لیورامنتو دو نوسا سنهورا
لیورامنتو دو نوسا سنهورا (به پرتغالی: Livramento de Nossa Senhora) یک منطقهٔ مسکونی در برزیل است که در باهیا واقع شده‌است. لیورامنتو دو نوسا سنهورا ۴۶٬۰۶۲ نفر جمعیت دارد.